# Atemptat al boulevard Haussmann
L'atemptat al boulevard Haussmann va ser atac explosiu amb bomba, comès el 23 de febrer de 1985 al boulevard Haussmann, situat al 9è districte de París, França, provocant danys en el local dels grans magatzems Marks & Spencer, la mort d'una persona i ferides en quinze més.
La víctima mortal va ser un empleat de la botiga, Léonard Rochas, que va morir de camí a l'hospital. Va passar just quan la botiga obria les portes enmig de molts clients que esperaven per entrar. L'explosió va causar greus danys materials. D'entre els ferits, dos tenien nacionalitat britànica. Anteriorment, el 1976 i el 1981, la mateixa botiga havia estat atacada, tot i que ningú va resultar ferit en aquells incidents i només van causar danys menors. Ningú va reivindicar la responsabilitat d'aquells atacs.

## Autoria
Pel que fa a la responsabilitat dels fets, diverses persones van trucar atribuïnt-se-la en nom i representació de l'Aliança Revolucionària del Carib (ARC), Acció Directa (AD), l'Organització Abu Nidal (ANO) i un grup sense precedents que es fa anomenar Exèrcit Col·lectiu Internacional Contra l'Atur. La policia, però, va qualificar aquestes afirmacions com a insuficientment creïbles. Segons sembla, l'Organització 15 de Maig també es va atribuir la responsabilitat, i els mitjans de comunicació van culpar l'Exèrcit Republicà Irlandès Provisional (IRA), però van negar la seva implicació dient que mai no havien dut a terme atacs en territori francès.
El maig de 1986, a Nancy, la policia va arrestar i acusar els sospitosos Phillipe Frigerio i el tunisià Habib Maamar, aquest últim dels quals es va informar en aquell moment que estava vinculat al grup proiranià Hezbol·là. Durant els procediments judicials, Maamar va afirmar que havia acceptat l'encàrrec de cometre l'atemptat amb bomba que li va oferir l'Organització 15 de Maig, una organització comunista i nacionalista palestina, no per raons polítiques sinó pel propi benefici econòmic. Sembla que Maamar també va ser l'autor de l'atemptat amb bomba contra una botiga de Marks & Spencer a Londres, Anglaterra, el desembre de 1983 (sense relació amb l'atemptat a Harrods). El desembre de 1989 va ser condemnat a 18 anys de presó.
Probablement, Marks & Spencer va ser l'objectiu, ja que el seu antic president, Joseph Sieff, era obertament sionista. Anteriorment, el 1973, Sieff havia sobreviscut a un intent d'assassinat per part d'Ilich Ramírez Sánchez («Carlos el Xacal») del Front Popular per a l'Alliberament de Palestina (FPAP), un grup del qual prové l'Organització 15 de Maig.